# Res Arcana
Res Arcana est un jeu de société créé par Thomas Lehmann en 2019 et illustré par Julien Delval. Il est édité par Sand Castle Games et distribué par Asmodee. Il reçoit notamment l'année de sa sortie le Tric Trac de bronze et l'As d'or Jeu de l'année 2020 dans la catégorie « Expert ».

## Principe du jeu
Res Arcana est un jeu de cartes où deux à quatre joueurs (jusqu'à cinq avec une extension) s'affrontent afin d'être premier à arriver à dix points de victoire. Pour y parvenir, ils doivent notamment utiliser des ressources (appelée essences) afin de se procurer des artefacts, lieux de pouvoirs ou monuments qui peuvent entrer en synergie. Au début de la partie, chaque joueur choisit un mage et ne possède que huit cartes dans son deck,,.

## Matériel
- 40 cartes Artefact
- 10 cartes Mage
- 10 cartes Monument
- 5 tuiles Lieu de Puissance (double-face)
- 8 tuiles Objet magique
- 1 tuile Premier joueur
- 150 pions Essence (30 de chaque type : Mort, Sérénité, Vie, Vigueur et Or)
- 12 jetons "x5"
- 4 cartes Aide de jeu
- 1 tuile de Résumé[4]

## Extensions
Une première extension du jeu, Lux et Tenebrae, est publiée en 2020,. Une deuxième, Perlae Imperii, est publiée en 2021,,.

En 2024, le jeu Res Arcan Duo est publié. Ce jeu est une version pour deux joueurs de Res Arcana mais peux également être utilisé comme extention pour le jeu de base.

## Récompenses
En 2019, le jeu reçoit le Tric Trac de bronze. En 2020, il est nommé As d'or Jeu de l'année dans la catégorie « Expert »,.